# Tenor Saw
Clive Bright, in arte Tenor Saw (Kingston, 6 dicembre 1966 – Houston, 13 agosto 1988), è stato un cantautore reggae giamaicano.
Tenor Saw fu uno dei più importanti e influenti esponenti del genere early ragga, ovvero la prima ondata di dancehall reggae digitale che dominò la scena musicale giamaicana nella seconda metà degli anni ottanta. Egli è meglio noto per la hit del 1985 "Ring the Alarm", canzone basata sul riddim "Stalag 17", dimostratasi una delle più grandi e accattivanti hit pubblicate nel periodo di transizione del reggae nell'era digitale. Lo stesso anno pubblica l'unico vero e proprio album in studio della sua carriera, Fever, che nonostante non contenesse il suo singolo più noto, è ad oggi un classico del genere early ragga, caratterizzato da melodie semplici, orecchiabili e sintetizzate, e dalla sua peculiare voce "fluttuante" e "ipnotica". Tenor Saw è uno dei massimi rappresentanti del cosiddetto Waterhouse style, uno stile di canto caratteristico adottato da alcuni artisti reggae soprattutto negli anni ottanta.

## Biografia
Clive Bright nacque il 6 dicembre del 1966 a Kingston, Giamaica. Nei primi anni ottanta, ancora in giovane età, Bright si introdusse nell'ambiente dei produttori reggae di Kingston con l'intento di emergere nella prominente scena dancehall reggae di quegli anni. Dopo essere stato rifiutato da alcuni produttori, George Phang diede al giovane una possibilità. Grazie alla sua collaborazione, Bright, presentatosi con lo pseudonimo di Tenor Saw, registrò nel 1984 il primo singolo "Roll Call" per l'etichetta Powerhouse di Phang. Questo era costruito sul riddim di "Queen Majesty", vecchio brano degli anni sessanta del gruppo rocksteady The Techniques. In seguito, assieme a suo cugino Nitty Gritty Saw iniziò a collaborare col sound system di Sugar Minott "Youth Promotion" e con la Black Roots Records, pubblicando in Giamaica le hit "Lots of Sign", "Run Come Call Me", e "Fever". Il suo singolo di maggior successo però fu "Ring the Alarm", cantato sul riddim di "Stalag 17" (pezzo strumentale di Ansell Collins del 1973), pubblicato per la Techniques di Winston Riley. "Ring the Alarm" diverrà per altro uno dei brani più popolari costruiti sul riddim di "Stalag".
Il successo di questi primi singoli portò Tenor Saw ad essere notato da Prince Jammy (il padrino del early ragga), con cui registrò il nuovo singolo "Pumpkin Belly", cantato sul riddim di "Sleng Teng", la cui prima versione, cantata da Wayne Smith e pubblicata lo stesso anno, era stata riconosciuta come il primo brano raggamuffin o "digital dancehall". Il 1985 è anche l'anno di uscita del suo primo e unico vero e proprio album in studio, Fever. In comune con molti album dancehall del periodo, gran parte dei riddim contenuti al suo interno non erano altro che riadattamenti di vecchi brani reggae degli anni sessanta e settanta in chiave digitale, spesso pubblicati da produttori storici dell'epoca come Coxsone Dodd o Duke Reid. L'anno seguente vede la luce un'altra delle sue più celebri hit, "Golden Hen" (per la Uptempo), cantata sul riddim di "Diseases" di Michigan & Smiley (1982), che era a sua volta una rivisitazione di "Mad Mad" di Alton Ellis (1968) .In questo periodo Saw pubblica anche diversi split album in coppia con artisti dancehall/ragga quali Cocoa Tea e Don Angelo. Degno di nota è lo split album con Cocoa Tea dal titolo di Clash per la Hawkeye.
Grazie a questa serie di lavori, Saw contrì a consolidare l'affermazione del raggamuffin, la dancehall digitale che stava diffondendosi prepotentemente proprio in quel periodo soprattutto grazie alle produzioni di Prince Jammy. Sulla scia delle star della prima ondata dancehall dei primi anni ottanta come Barrington Levy, Saw riproponeva, ora in forma digitale, versioni rivisitate di vecchi riddim riuscendo a rendenderli un tormentone in un breve arco di tempo. Grazie al suo stile peculiare Saw trascinò la nuova dancehall digitale nell'era moderna. Dopo i primi esordi, Saw si trasferì a Miami, Florida, dove registrò "Dancehall Feeling" e "Bad Boys" con la Skengdon Crew. Seguì "No Work On a Sunday" per Donovan Germain, prima di spostarsi a New York, dove incise "Victory Train" con Freddie McGregor. La sua ultima registrazione, "Chill Out Chill Out", era un duetto con General Doggie.
Nell'agosto del 1988, dopo un'esibizione, Tenor Saw venne trovato senza vita sul ciglio della strada a Houston in Texas. Le cause ufficiali del decesso vennero attribuite ad un incidente stradale con omissione di soccorso, sebbene altre fonti insistettero nel riconoscerlo come un omicidio. Sembra che i sospetti tra alcuni fans fossero caduti sul cugino Nitty Gritty, ma chi li conosceva negò che ci fossero screzi tra i due, cosa improbabile data anche la loro parentela nonché stretta amicizia. Nitty Gritty e King Kong gli dedicarono entrambi dei brani tributo l'anno successivo alla morte (rispettivamente "Who Killed Tenor Saw?" e "He was a Friend" - Nitty Gritty per altro fu assassinato un paio di anni dopo a Brooklyn). Sugar Minott invece, in un'intervista insistette sul fatto che i colpevoli dell'omicidio di Saw fossero i gestori del club dove si esibì a Houston, i quali preferirono ucciderlo piuttosto che pagarlo. Le circostanze della morte di Tenor Saw probabilmente non saranno mai completamente note. Morto alla giovane età di appena 21 anni, Tenor Saw è stato riconosciuto come uno dei più influenti cantanti della prima era raggamuffin (early ragga) o dancehall digitale della metà degli anni ottanta.

## Discografia

### Album in studio
- 1985 - Fever

### Split album
- 1985 - Clash (con Cocoa Tea)
- 1986 - Tenor Saw Meets Don Angelo - The Golden Hen (con Don Angelo)

### Raccolte
- 1994 - Tenor Saw Meets Nitty Gritty - With Lots Of Sign
- 2008 - Tenor Saw Meets Nitty Gritty (con Nitty Gritty)

### Album tributo
- 1989 - Wake The Town (Tribute To Tenor Saw)
- 1991 - Tenor Saw Lives On: A Tribute To Tenor Saw